# Jasmineira candela
Jasmineira candela är en ringmaskart som först beskrevs av Grube 1863. Enligt Catalogue of Life ingår Jasmineira candela i släktet Jasmineira och familjen Sabellidae, men enligt Dyntaxa är tillhörigheten istället släktet Jasmineira och familjen Sabellariidae. Arten är reproducerande i Sverige. Inga underarter finns listade i Catalogue of Life.